# 利斯特冰川
77°59′S 163°5′E / 77.983°S 163.083°E
利斯特冰川（英語：Lister Glacier）是南極洲的冰川，位於維多利亞地的斯科特海岸，處於皇家學會嶺東面李斯德山以北，在1957年由新西蘭探險隊測量，現時由南極條約體系管理。